# Chris Durno
Christopher Scott Durno (Scarborough, Ontario, Kanada, 31. listopada 1980.) kanadski je profesionalni hokejaš na ledu koji igra na poziciji lijevog krila. Trenutačno je član Colorado Avalanchea koji se natječe u NHL-u, odnosno, njegove AHL podružnice Lake Erie Monsters.

## Karijera
Durno karijeru započinje 1999. godine u sveučilišnoj momčadi Michigan Tech Huskies koja se natječe u WCHA-u koji je ogranak NCAA-a. Na sveučilištu provodi četiri sezone odigravši za Huskiese 130 utakmica pri čemu je prikupio 48 bodova. Profesionalnu karijeru započinje 2003. godine u ECHL-u zaigravši za klub Gwinnett Gladiators. Upravo tada Durno pokazuje svoj potencijal te ostvaruje 124 boda u 147 utakmica u regularnom dijelu sezona. U dva navrata s Gladiatorsima igra i u doigravanju gdje ostvaruje pak 19 bodova u 21 utakmici. Sezonu 2005./06. započinje s Gladiatorsima, ali nakon 13 utakmica seli se u Milwaukee Admiralse koji su se natjecali u AHL-u. S Admiralsima odigrava ostatak sezone, uključujući i 21 utakmicu u doigravanju. Sezona 2006./07. bila je burna za Durna, ponajviše u smislu selidbi. Naime, 25. rujna 2006. godine potpisuje za Chicago Blackhawks koji ga odmah šalju u svoju podružnicu Norfolk Admirals gdje odigrava tek 22 utakmice. 28. prosinca 2006. godine zajedno sa suigračima Sebastienom Caronom i Mattom Keithom prelazi u Anaheim Duckse u razmjeni za Brunu St. Jacquesa i Pierrea Parenteaua. U Ducksima nije proveo ni cijeli mjesec dana. Naime, 26. siječnja 2007. godine Ducksi ga mijenjaju za Shanea Endicotta iz Nashville Predatorsa. Predatorsi ga pak odmah šalju u svoju AHL podružnicu Milwaukee Admirals gdje Durno provodi ostatak sezone. Sljedeće sezone i dalje ostaje u AHL-u, ali nastavlja s promjenama kluba. Ovaj put zaigrao je za San Antonio Rampage. 

### Colorado Avalanche (2008. – danas)
3. srpnja 2008. godine, kao slobodan igrač, Durno potpisuje ugovor s Colorado Avalancheom. Vodstvo kluba šalje ga u svoju AHL podružnicu Lake Erie Monsters gdje provodi gotovo cijelu sezonu. 30. prosinca 2008. godine Avalanche ga prebacuje u momčad, ali Durno ne dobiva priliku na ledu te se nakon toga vraća u Monsterse. 18. siječnja 2009. godine ponovno je u momčadi Avalanchea te ovaj put ostvaruje svoj prvi nastup u NHL-u zaigravši u utakmici protiv Calgary Flamesa. Početkom sezone 2009./10. malo je igrao za Monsterse, malo za Avalanche, ali na kraju biva u potpunosti prebačen u Colorado. 26. prosinca 2009. godine postiže svoj prvi NHL pogodak u profesionalnoj karijeri u utakmici protiv Dallas Starsa.

## Statistika karijere
Bilješka: OU = odigrane utakmice, G = gol, A = asistencija, Bod = bodovi, KM = kaznene minute
| 1999./00.       | Michigan Tech Huskies | WCHA            | 24 | 1  | 1  | 2  | 30  | —  | — | — | —  | —  |
| 2000./01.       | Michigan Tech Huskies | WCHA            | 35 | 9  | 6  | 15 | 46  | —  | — | — | —  | —  |
| 2001./02.       | Michigan Tech Huskies | WCHA            | 36 | 7  | 8  | 15 | 48  | —  | — | — | —  | —  |
| 2002./03.       | Michigan Tech Huskies | WCHA            | 35 | 5  | 11 | 16 | 60  | —  | — | — | —  | —  |
| 2003./04.       | Gwinnett Gladiators   | ECHL            | 68 | 20 | 26 | 46 | 46  | 13 | 7 | 5 | 12 | 10 |
| 2004./05.       | Gwinnett Gladiators   | ECHL            | 66 | 20 | 36 | 56 | 101 | 8  | 5 | 2 | 7  | 8  |
| 2005./06.       | Gwinnett Gladiators   | ECHL            | 13 | 12 | 10 | 22 | 19  | —  | — | — | —  | —  |
| 2005./06.       | Milwaukee Admirals    | AHL             | 57 | 20 | 20 | 40 | 52  | 21 | 2 | 2 | 4  | 18 |
| 2006./07.       | Norfolk Admirals      | AHL             | 22 | 4  | 1  | 5  | 61  | —  | — | — | —  | —  |
| 2006./07.       | Portland Pirates      | AHL             | 12 | 1  | 1  | 2  | 2   | —  | — | — | —  | —  |
| 2006./07.       | Milwaukee Admirals    | AHL             | 29 | 13 | 3  | 16 | 24  | 4  | 1 | 2 | 3  | 10 |
| 2007./08.       | San Antonio Rampage   | AHL             | 80 | 23 | 26 | 49 | 109 | 7  | 0 | 2 | 2  | 26 |
| 2008./09.       | Lake Erie Monsters    | AHL             | 76 | 18 | 27 | 45 | 131 | —  | — | — | —  | —  |
| 2008./09.       | Colorado Avalanche    | NHL             | 2  | 0  | 0  | 0  | 0   | —  | — | — | —  | —  |
| Sveukupno - NHL | Sveukupno - NHL       | Sveukupno - NHL | 2  | 0  | 0  | 0  | 0   | —  | — | — | —  | —  |

## Vanjske poveznice
- Profil na NHL.com
- Profil na theAHL.com
- Profil na The Internet Hockey Database